# Shedim
Shedim è il termine ebraico per designare i demoni e viene utilizzato due volte nella Tanakh.
Essi sono distinti in tre specie principali:
- i Ruchot, ossia «spiritelli»;
- i Masiqim, ossia «pesti»;
- i Chabalim, ossia «distruttori».

Solo l'ultimo genere era considerato in grado di nuocere all'uomo.